# Dilluns de Pasqua

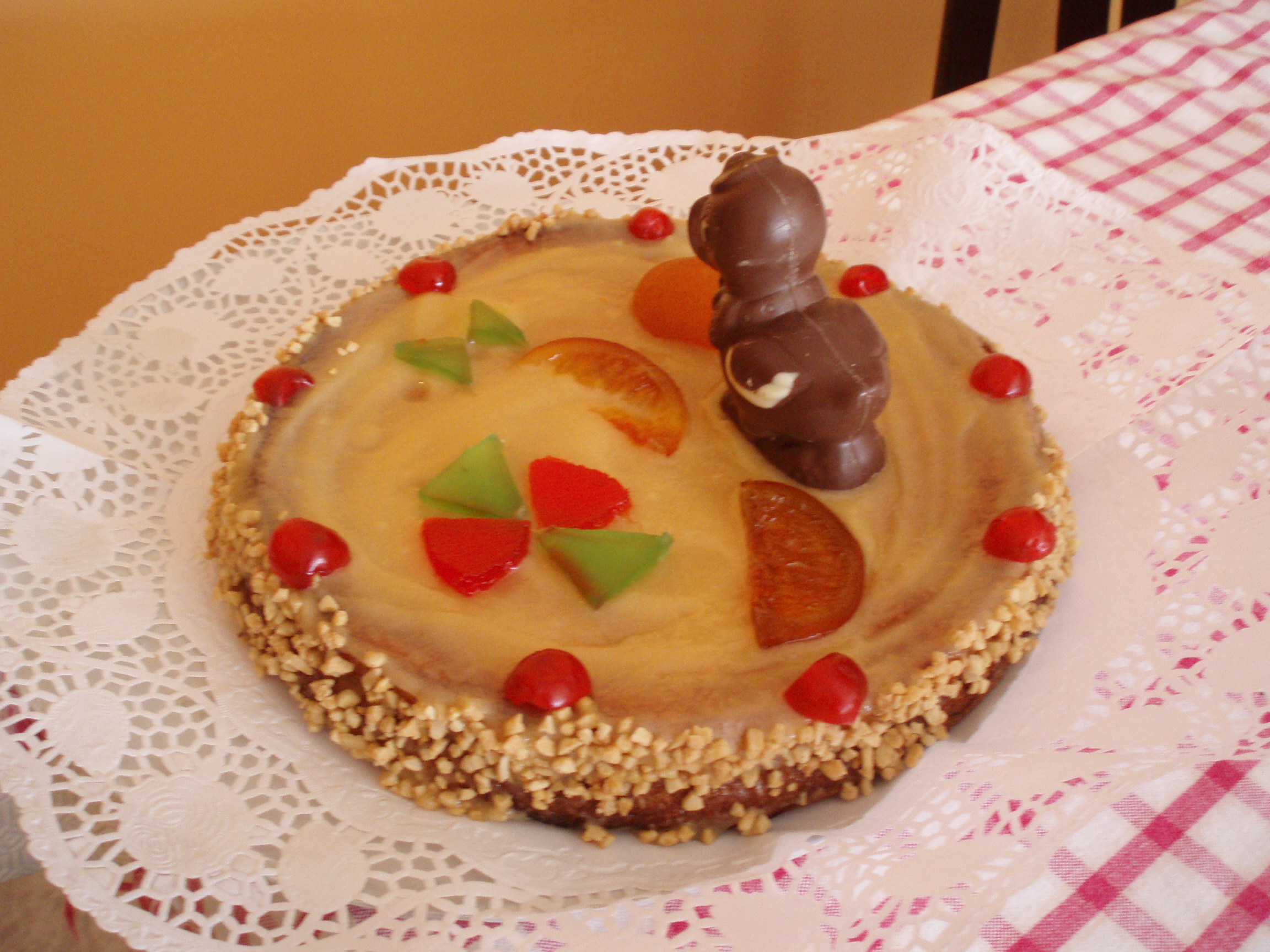
Mona de Pasqua

El dilluns de Pasqua (o dilluns de Pasqua Florida) és l'endemà del diumenge de Pasqua, celebrat (i festiu) en gran part del món. Des del nou ordo litúrgic de Pau VI, però, no se'l contempla com una festa litúrgica; es tracta tan sols del segon dia de l'Octava de Pasqua, període de celebració, per part del cristians, de la resurrecció de Jesús. A Catalunya aquest dia representa la fi de la Setmana Santa; les famílies i amics es reuneixen per dinar i menjar les mones de Pasqua, alhora que se celebren nombrosos aplecs i activitats culturals. A Espanya és un dia festiu a Catalunya, Balears, el País Valencià, Navarra, el País Basc, Cantabria i la Rioja, i a algunes localitats de l'Aragó Oriental (Cinca Mitjà) així com d'Astúries (com Avilés), Càceres (Arroyo de la Luz, Jaraíz de la Vera, Trujillo i Jaraicejo) i Badajoz (La Garrovilla) La mona de pàsqua està feta d'ous de xocolata.

## Tradicions

### Catalunya
En el passat, el diumenge de Pasqua a la tarda ja s'iniciava la celebració de jornades de caràcter multitudinari, lúdic i festiu al voltant d'ermites i santuaris per honorar un sant, una santa o una Mare de Déu. No obstant això, eren, sobretot, dies de reunió i de germanor a l'aire lliure durant el transcurs dels quals solia haver-hi una rifa d'ous o altres productes, com llonganisses o ampolles de licor. Ara bé, la proliferació d'aplecs arreu de Catalunya es produïa l'endemà, el dilluns de Pasqua, aprofitant la bonança del temps. I la menja per excel·lència era la mona, un pastís tradicionalment rodó que els padrins regalaven als fillols i filloles aquell mateix dia.

### País Valencià i Illes Balears
Al País Valencià es celebra el dilluns de Pasqua de manera festiva i amb la colla d'amics, generalment a paratges naturals i menjant per a berenar mona de pasqua.
A alguns pobles de Mallorca es celebren romeries festives, les pancaritats.

### Altres costums a Europa
A França hi havia la tradició de menjar una truita en família feta amb els ous de Pasqua decorats. El 1973, la tradició es va recuperar amb la festa de la "truita gegant": a Becièras, prop de Tolosa, i al sud-oest com Maseras a l'Arieja, els "Cavallers de la Confraria Mundial de la Truita Gegant i Pasqual" confeccionen una truita de 15.000 ous amb una paella d'acer de 400 kg i 4 m de diàmetre, que serà consumida per més de 4.000 persones. A Itàlia, on aquesta diada s'anomena Pasquetta, les famílies també solen sortir a fer un pic-nic on es consumeixen els ous decorats dos dies abans.

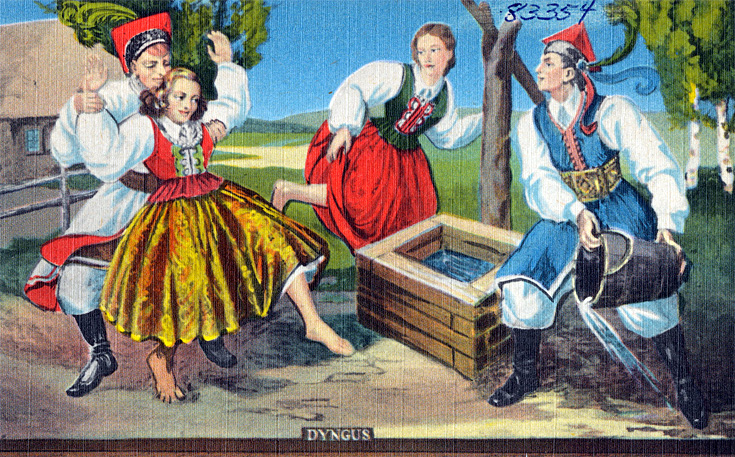
Postal que il·lustra el Śmigus-dyngus

A Polònia, el dilluns de Pasqua es coneix com el Śmigus-dyngus (dilluns humit): segons un costum que remunta al segle xv, els nois llencen aigua (símbol de la vida) a les noies i les flagel·len amb branques de salze; l'endemà, és el torn de les noies de fer la mateixa operació amb els nois. Aquest costum té variants a l'Europa central: a Hongria els homes també ruixen les dones amb aigua o perfum per a dur-los sort, i les noies han recompensar-los donant-los diners o ous de Pasqua. A Praga, els nois surten de matí per a fuetejar les noies amb trenes de vímet, operació que serveix a rejovenir-les i donar-los força i bellesa per tot l'any. Per a donar-los les gràcies, les noies els ofereixen també ous decorats. El fet que una noia no es fes fuetejar era considerat com una desgràcia.
A Anglaterra, el costum del dilluns i dimarts de Pasqua s'anomena lifting o headline: els nois van de casa en casa portant una cadira decorada amb flors; quan una noia s'hi asseu, l'aixequen en l'aire tres vegades per a dur-li bona sort i la noia els ha de donar diners o un petó. L'endemà és el torn de les noies d'aixecar els nois amb la cadira.